# Sérgio Vieira (treinador)

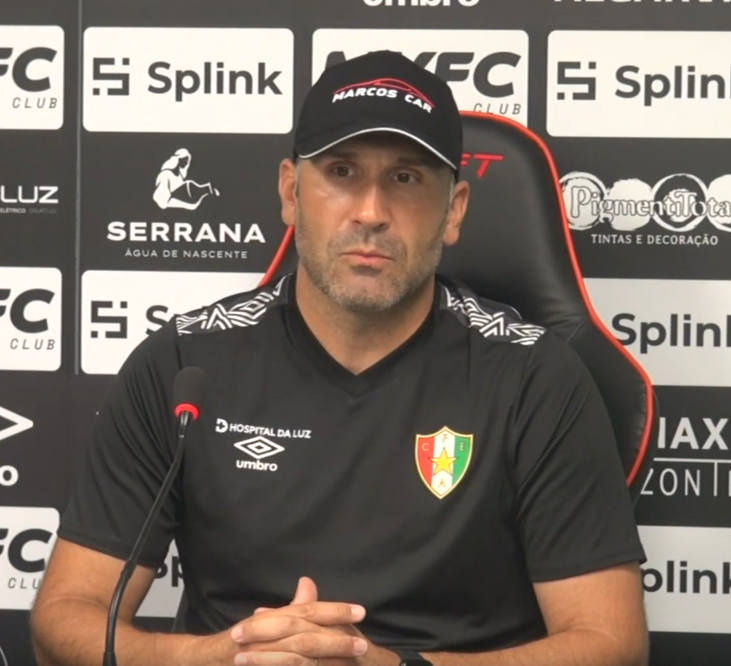
Sérgio Vieira, treinador do Estrela da Amadora. 2023.

Sérgio Agostinho de Oliveira Vieira, mais conhecido como Sérgio Vieira (Póvoa de Lanhoso, 15 de janeiro de 1983), é um treinador e ex-futebolista português que atuava como atacante. Atualmente comanda o Portimonense, clube da 2ª Liga de Futebol em Portugal.

## Carreira
Após se destacar sem muito sucesso em clubes pequenos de Portugal, Sérgio Vieira precocemente pendurou as chuteiras para se formar como treinador de futebol
Em seguida comandou as equipes de divisões inferiores portuguesas, tais como: Cartaxo e Condeixa e passou a atuar como auxiliar técnico do Naval, Académica de Coimbra e Sporting.  depois veio a pedido de Milton Mendes ao Atlético Paranaense, onde comandou inicialmente a equipe sub-23.
Ainda em 2015, com a parceria do Atlético Paranaense com o Guaratinguetá fez com que comandasse a equipe do Vale do Paraíba, durante a Série C trabalho pelo qual notabilizou-se no cenário brasileiro ao salvar a equipe do descenso, onde em nove jogos conseguiu quatro vitórias. depois retornou ao Atlético, onde atuou como interino.
Em novembro de 2015, após mais uma parceria do Atlético, dessa vez com a Ferroviária para o Paulistão 2016 onde conseguiu uma impressão maior, após empate e vitória sobre Corinthians e Palmeirasrespectivamente. Mas após a equipe cair de produção e ficar próxima do rebaixamento, foi demitido em Abril.
Em 4 de junho de 2016, foi anunciado como novo treinador do América Mineiro após a demissão do técnico Givanildo Oliveira. No dia 17 de julho de 2016, após perder para o Santa Cruz dentro de casa, foi demitido do América Mineiro. No clube mineiro teve duas vitórias e oito derrotas.
Sérgio Vieira foi confirmado em 13 de outubro de 2016 como novo treinador do São Bernardo.
Na época desportiva 2018/2019, orientou a equipa do FC Famalicão onde contribuiu para a subida de divisão do clube á 1ªLiga do Futebol Português. Um desempenho extremamente positivo, ocupando desde inicio da época o lugar de acesso á promoção. 25 anos depois o clube regressou à 1ª Liga Portuguesa.
Na época 2019/2020, orientou a equipa do S.C. Farense novamente na 2ª Liga Portuguesa e uma vez mais garantiu a subida de divisão à 1ª Liga Portuguesa , novamente com um desempenho muito positivo, pois desde inicio do campeonato a equipa esteve sempre entre o 1º e o 2º lugar da tabela. 18 Anos depois o clube regressou ao principal escalão. No ano em que o clube regressou à primeira liga, teve um desempenho regular, lutando pela permanência com exibições competitivas e de bom nível até ao momento da sua saída do clube a faltar 3 meses e meio para o final da época.

É desde a época 2022/2023, o treinador da equipa do Estrela da Amadora , tendo obtido a promoção à primeira liga, vencendo e relegando a equipa do Marítimo, no playoff . Durante a época, foi eleito treinador do mês, por 3 vezes   . O Estrela da Amadora não disputava a 1ª Liga Portuguesa, desde 2009.